# Astragalus siculus
Astragalus siculus Biv. – gatunek rośliny z rodziny bobowatych (Fabaceae Lindl.). Występuje endemicznie na Sycylii, gdzie jest gatunkiem pionierskim, zasiedlającym pokryte popiołem stoki Etny.
Epitet gatunkowy siculus po łacinie oznacza „sycylijski”. W języku włoskim roślinę tę nazywa się Spino Santo, czyli „Święty Cierń”.

## Morfologia

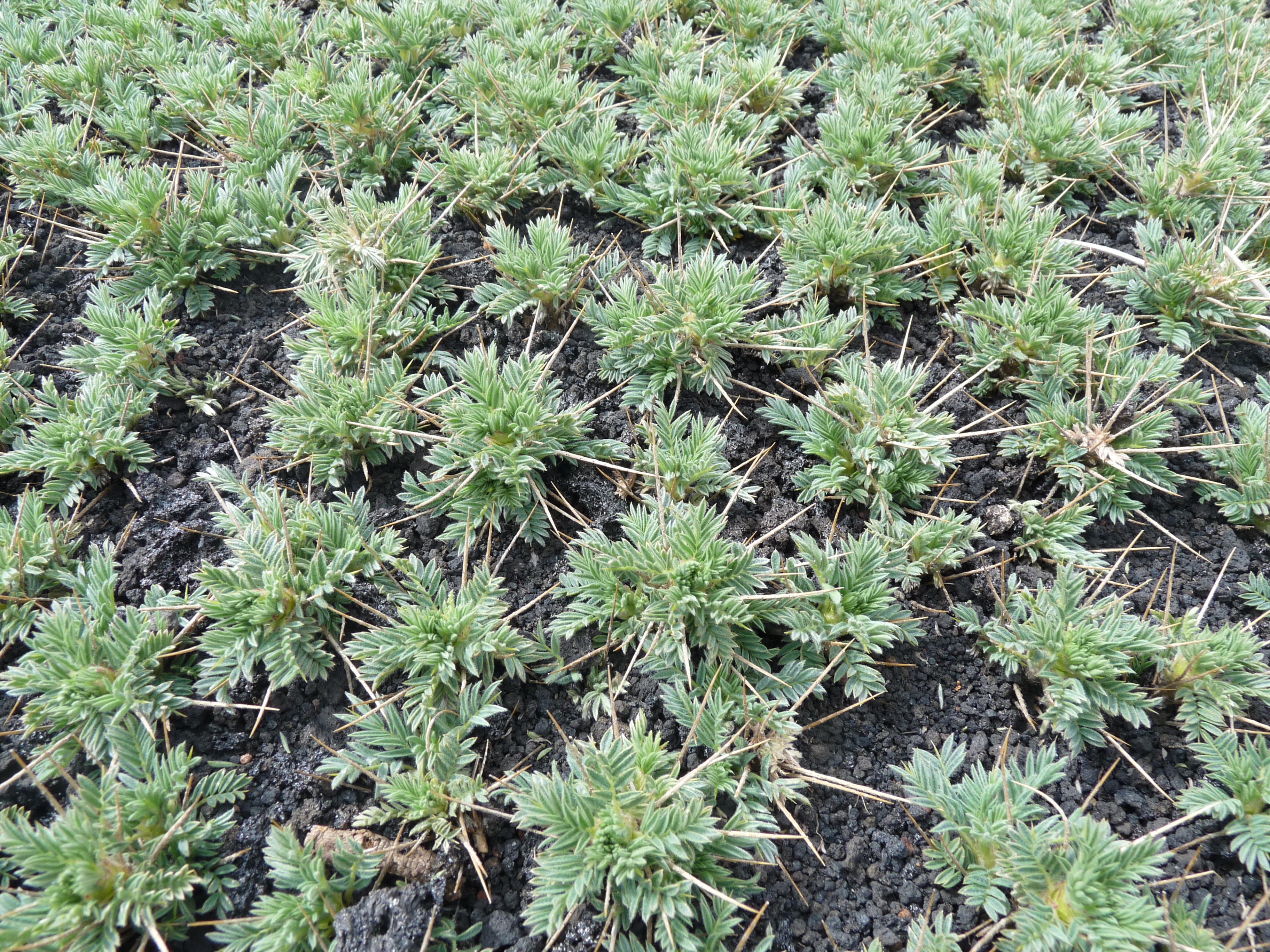

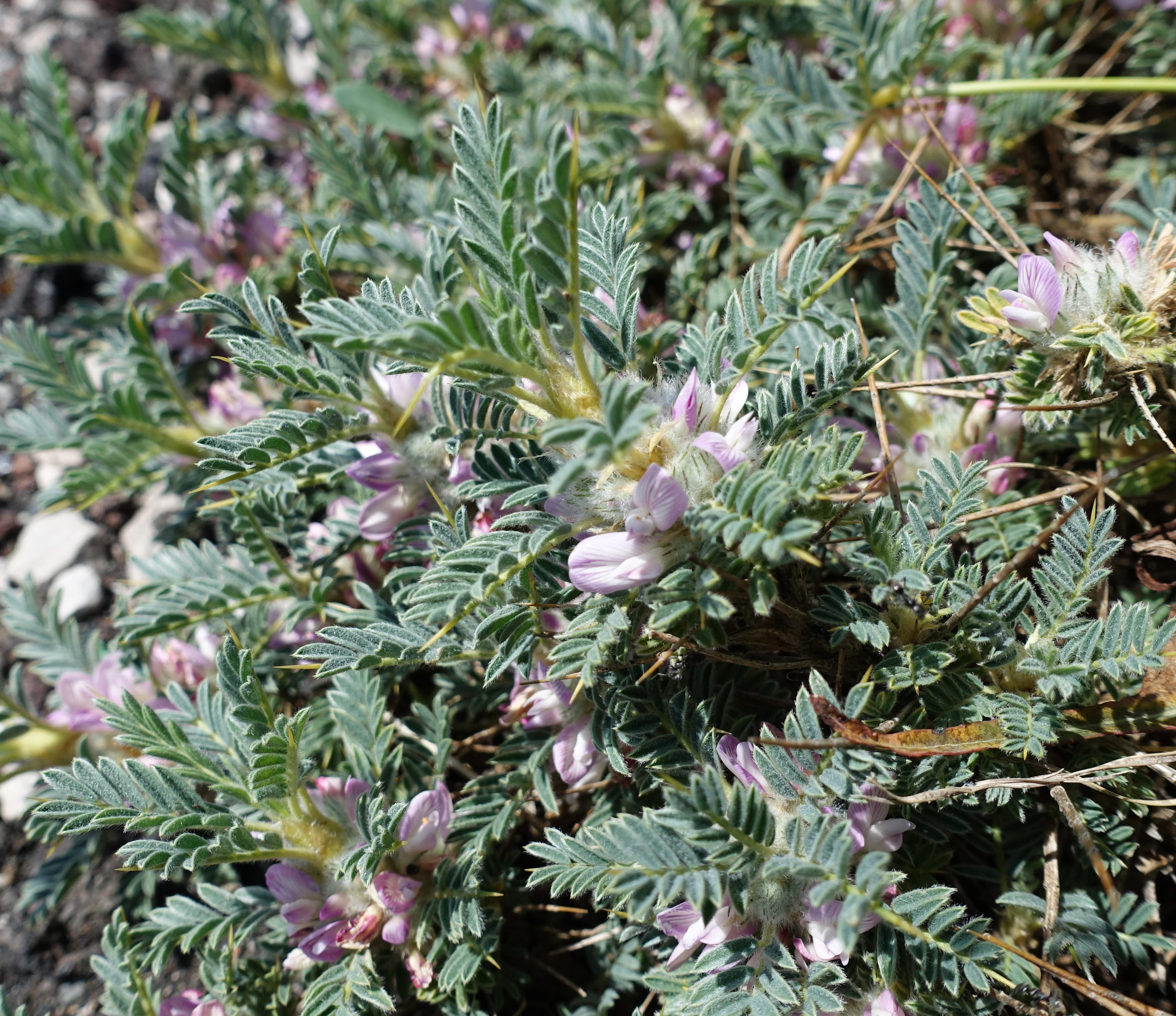

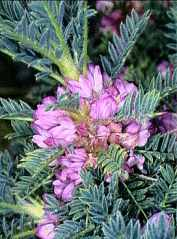

PokrójWieloletnie, karłowate, poduszkowe półkrzewy o wysokości 15–30 cm, gęsto rozgałęzione od nasady łodygi.
PędŁodygi sterczące lub wznoszące się, do 27 cm długości i 1-2,5 mm średnicy, pod przylistkami gęsto owłosione, z wiekiem tracące włoski.
LiściePrzylistki żółtawobiałe, błoniaste, szkliste na wierzchołku i brzegach, o długości 8–16 mm, wąsko jajowate, spiczaste, z 3–5 równoległymi żyłkami w części wolnej, przylegające do ogonka na 3–5 mm; nagie, na brzegach orzęsione. Ogonki liściowe długości 0,4–1,1 cm, sztywne, rzadko owłosione, szybko tracące włoski. Liście o długości 0,7–5 cm, stłoczone, skośnie wzniesione, parzysto pierzaste, z (3−)5−8 parami naprzeciwległych listków, zwieńczone cierniem, tej samej długości lub do trzech razy dłuższym od najwyżej położonych listków. Listki fałdowane, początkowo szarozielone, przechodzące w zielone, o wymiarach 3−11 × 0,7−3 mm, wąsko podługowate lub rzadko odwrotnie jajowate do podługowatych, tępe z nasadzonym kończykiem o długości 0,2−0,7 mm; po stronie wierzchniej owłosione w kierunku brzegów, na stronie spodniej owłosione.
KwiatyKwiaty motylkowe zebrane w kwiatostan złożony, kulisty lub rzadziej jajowaty, o długości 1,5–3 cm i szerokości 2–2,5 cm, na który składają się kwiatostany boczne złożone z 3–4 kwiatów. Przysadki żółtawobiałe, czasem fioletowe na czubku, błoniaste, o wymiarach 7–9 × 0,5–1 mm, wąsko podługowato-jajowate, spiczaste, łódkowate, słabo owłosione na czubku i żyłce centralnej; poza tym nagie. Podkwiatki 1 lub 2 u podstawy każdego kielicha, długości 6–8,5 mm i szerokości ok. 0,5 mm, równowąskie; owłosione jak przysadki. Kielich błoniasty, żółtawobiały, z zielonymi do brązowymi, szydłowatymi ząbkami, wartołkowaty, rozszczepiający się z wiekiem, długości 6,5–11 mm, z 12-15 równoległymi żyłkami; na całej długości gęsto owłosiony. Płatki korony żółtawobiałe, zabarwione na brzegach od różowego do fioletowego. Skrzydełka i łódeczka u nasady zrosłe z rynienką pręcikową, na długości ok. 4 mm. Płatek żagielka o wymiarach 8−10,5 × 5−6,5 mm, podługowaty lub odwrotnie jajowato-skrzypcowaty, płytko wycięty, zwężony w dolnej jednej trzeciej, oszczepowaty u nasady. Skrzydełka wąsko podługowate, tępe, o wymiarach 5-7 × 1–2,5 mm. Łódeczka skośno eliptyczna, o szeroko zakrzywionej dolnej krawędzi i wklęsłej górnej krawędzi, tępa, o wymiarach 4,5–6 × 1,5–2,5 mm. Pręciki o długości 11–15 mm, na odcinku górnych 3 mm wolne. Zalążnia jedwabista. Szyjka słupka o długości 9–11 mm, owłosiona w dolnej połowie.
OwoceElipsoidalne, ściśnięte grzbietowo-brzusznie strąki o długości 5–6 mm, wysokości 2 mm i szerokości 3,5–4 mm, w górnej części gęsto kosmate, w dolnej nagie.

## Biologia i ekologia

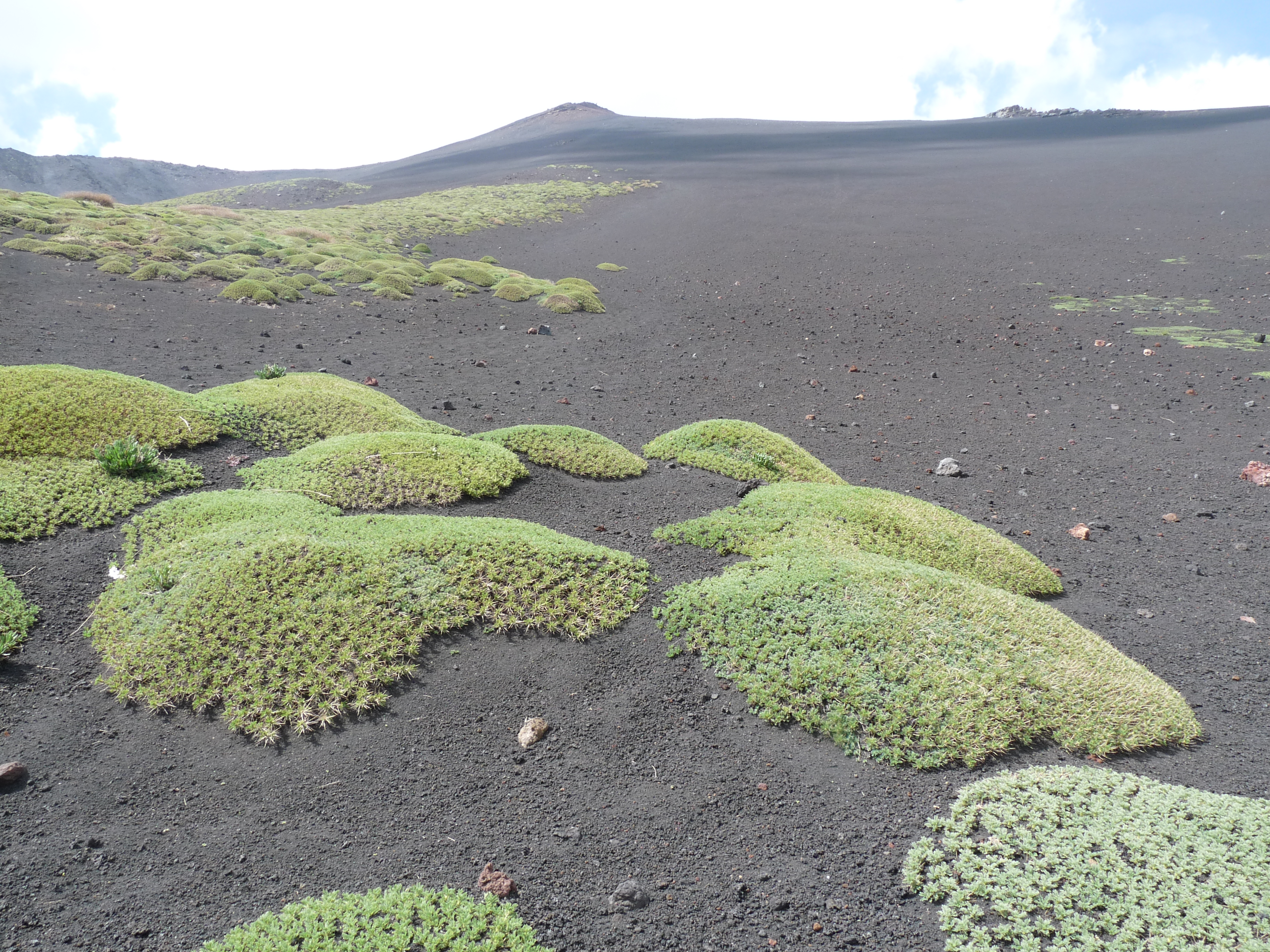
Siedlisko

RozwójChamefit. Kwitnie od maja do lipca.
SiedliskoGatunek pionierski pokrytych popiołem i zastygłą lawą stoków Etny. Dolna granica jego występowania to 1000 m n.p.m., gdzie zasiedla brzegi wysychających latem koryt strumieni. Na wysokości pomiędzy 1700 a 2000 m n.p.m. jego populacje stają się bardziej zwarte i towarzyszą im takie gatunki jak: jałowiec pospolity (var. hemisphaerica), Berberis aetnensis i janowiec etneński. Górna granica występowania gatunku to 2500 m n.p.m. (2700 m n.p.m.), gdzie jest on dominujący w krajobrazie. Na tej wysokości występuje on jedynie razem z kilkoma innymi gatunkami roślin zielnych, takimi jak: Festuca circummediterranea, Silene sedoides, goździcznik skalnicowy, Clinopodium alpinum, Galium aetnicum, Hypochaeris robertia, Adenostyles alpina, Senecio squalidus subsp. aethnensis i Viola aethnensis, z których wszystkie korzystają z osłony poduszek tworzonych przez A. siculus.
Charakterystyka fitosocjologicznaW klasyfikacji zbiorowisk roślinnych jest gatunkiem charakterystycznym i dominującym dla zespołu Astragaletum siculi i charakterystycznym dla rzędu Rumici-Astragaletalia siculi w klasie Rumici-Astragaletea siculi.

## Systematyka
Gatunek z rodzaju traganek (Astragalus L.) w podplemieniu Astragalinae w ramach plemienia Galegeae w obrębie podrodziny bobowatych właściwych (Faboideae) z rodziny bobowatych (Fabaceae Lindl.).

## Zastosowanie
Roślina wykorzystywana jako roślina lecznicza. W medycynie ludowej napary ze świeżych korzeni stosowane były jako środki moczopędne oraz rozpuszczające kamienie żółciowe i nerkowe.
W korzeniach Astragalus siculus obecne są cykloartanowe saponiny triterpenowe: astrasieversianin II i astragalozyd I.
Ekstrakty z tej rośliny wykazują wyraźne działanie przeciwzapalne, przeciwgorączkowe i przeciwbólowe u szczurów i myszy, a także działanie bakteriobójcze przeciwko bakteriom Gram-ujemnym i Gram-dodatnim, odpowiedzialnym za infekcje dróg moczowych.